# Killall
killall은 유닉스 계열 운영 체제에서 사용 가능한 명령어이다. 이 명령은 서로 다른 두 가지의 설계가 있다.
- (솔라리스를 포함한) 정통의 유닉스 시스템 V와 리눅스의 sysvinit 도구에서의 설계에서, killall은 특히 위험한 명령어로, 유저가 종료 가능한 프로세스를 모두 종료한다. 따라서 root 계정으로 이 명령을 실행할 경우 시스템이 종료된다.
- psmisc 도구에서의 설계에서, killall은 사용자가 지정한 프로세스를 종료한다.

killall은 kill처럼 시그널을 보낸다.